# Julio Camba
Julio Camba Andreu (Vilanova de Arousa, Pontevedra; 16 de diciembre de 1884-Madrid; 28 de febrero de 1962) fue un periodista, escritor y humorista español.

## Biografía

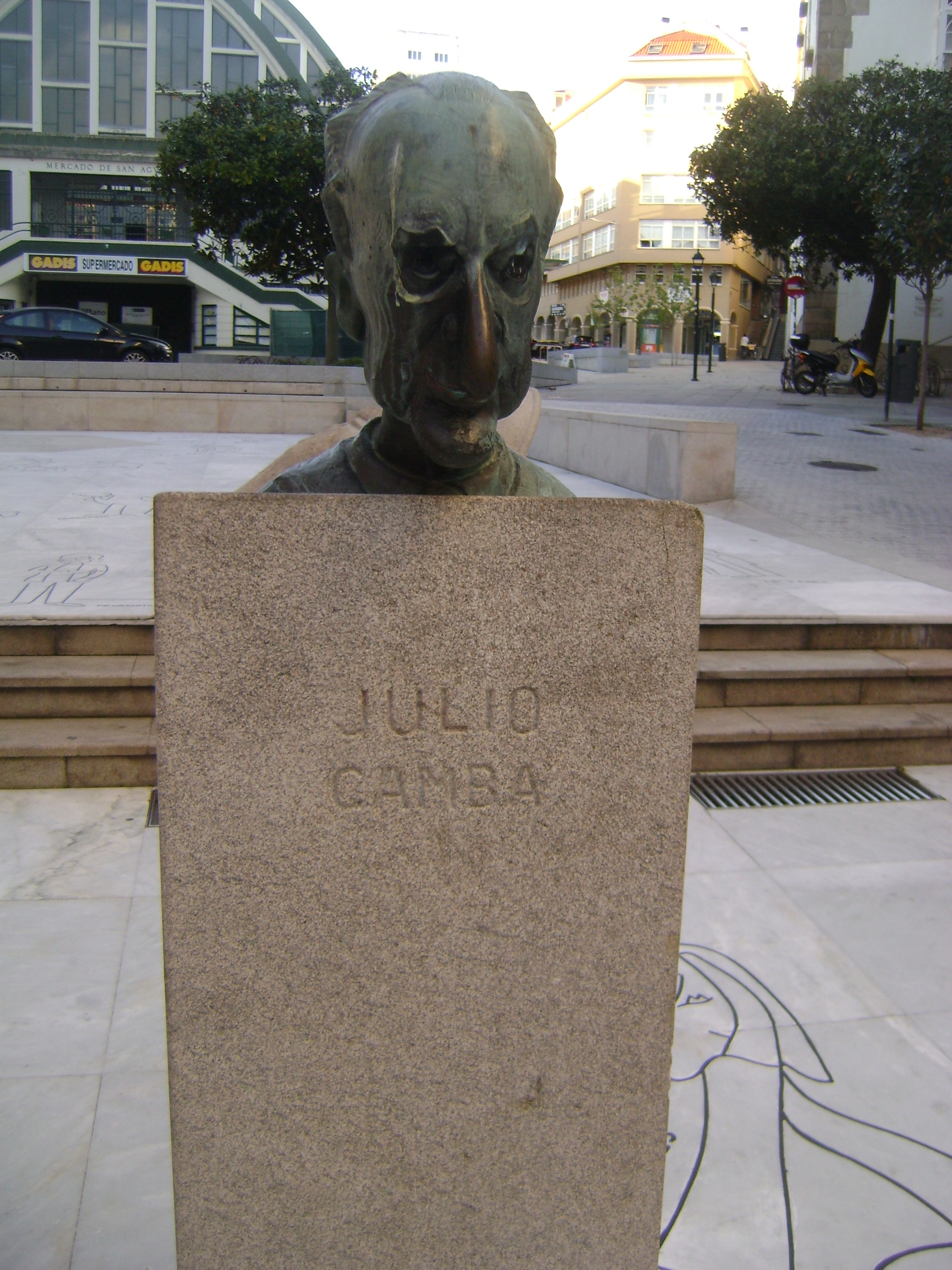
Busto de Julio Camba en la Plaza del Humor, La Coruña.

Nació en una familia de clase media: su padre era practicante y maestro de escuela y su hermano mayor era el novelista Francisco Camba.
A los trece años, se escapa de casa y embarca como polizón en un barco que va a Argentina. En Buenos Aires se introduce en los círculos anarquistas y hace sus primeras armas literarias redactando proclamas y panfletos. A consecuencia de ello, en 1902 es expulsado de Argentina, junto con otros anarquistas extranjeros.
De regreso en España, comienza a colaborar en el Diario de Pontevedra, pero rápidamente se instala en Madrid, en donde escribe para publicaciones ácratas como El Porvenir del Obrero y La Revista Blanca. En pocos meses creará su propio periódico en la calle de la Madera: El Rebelde. En esa aventura le acompañará Antonio Apolo. A partir de 1905 colabora como cronista en El País, rotativo republicano. Sus escritos son de temática variada y en ellos pone de manifiesto su independencia. En este periódico permaneció hasta 1907, cuando comenzó su tarea de cronista parlamentario en España Nueva. En sus textos se empieza a apreciar el escepticismo y la brillantez que le acompañarán durante su carrera. En esos días tuvo lugar el proceso por el atentado contra Alfonso XIII el día de su boda. Julio Camba fue llamado a declarar por su vinculación con Mateo Morral. En algunos de sus artículos explica la escasa relación que mantenía con el anarquista.
Su vida como corresponsal no comienza hasta 1908, cuando Juan Aragón le incorpora a la plantilla de La Correspondencia de España. Turquía será su destino como corresponsal. Allí cubrirá las elecciones y el cambio de régimen. A su regreso de Constantinopla, cambia de redacción. El Mundo es el periódico que le contrata para sus corresponsalías en París y Londres. En 1912 empieza a escribir bajo la rúbrica de Diario de un Español en La Tribuna. Volverá a la capital inglesa y enviará sus primeras crónicas desde Alemania para este medio. En 1913 empieza a colaborar con el diario monárquico ABC. Colaboración que duró hasta su muerte, salvo algunas interrupciones. Una de estas (y la más larga) sería la que le llevó a ser periodista de El Sol. Escribe en este diario durante 10 años (1917-1927). Repite corresponsalías, como Berlín, y estrena otras (Roma). De vuelta al diario de los Luca de Tena, regresa a Nueva York por segunda vez. Desde esa ciudad escribe, por ejemplo, el artículo En defensa del analfabetismo, donde se manifiesta en contra de la generalización de la instrucción a todos los españoles.  Sus crónicas se recogerán en un libro (como otras muchas): La ciudad automática.  
Durante la Guerra Civil sus crónicas (en las que expresaba sus simpatías por el bando franquista), se publican en el ABC de Sevilla. Otra colaboración esporádica, de dos años, es la que mantuvo con Arriba (1951-1953). En este periódico comienza con la reelaboración de crónicas y artículos antiguos que bien están ligados a la actualidad o bien basados en la memoria del autor. El retoque y reconversión de sus crónicas será algo frecuente a partir de este momento en sus escritos editados por ABC y La Vanguardia.
En 1949 fija su residencia en el Hotel Palace de Madrid hasta su muerte.

## Fallecimiento
El 28 de febrero de 1962 fallece Julio Camba, a consecuencia de una embolia, en la clínica Covesa.

## Obra
- El destierro (1907)
- Alemania. Impresiones de un español (1916)
- Londres (1916)
- Playas, ciudades y montañas (1916)
- Un año en el otro mundo (1917)
- La rana viajera (1920)
- Aventuras de una peseta (1923)
- El matrimonio de Restrepo (1924)
- Sobre casi nada (1927)
- Sobre casi todo (1927)
- La casa de Lúculo o El arte de comer (1929)
- La ciudad automática (1934)
- Haciendo de República (1934)
- Esto, lo otro y lo de más allá (1945)
- Etc., etc. (1945)
- Mis páginas mejores (1956)
- Ni Fuh ni Fah (1957)
- Millones al horno (1958)
- Países, gentes y cosas (1962)

### Recopilaciones póstumas
Tras la muerte de Camba, diversas editoriales han elegido temas concretos de la obra del gallego para hacer sus propias recopilaciones:
- Páginas escogidas. 1907-1914. Edición de Pedro Ignacio López García (Espasa-Calpe, 2003)
- Maneras de ser español. En la política, en la cultura, en el extranjero y en la cocina. Ed. de Catalina Luca de Tena (Ediciones Luca de Tena, 2008)
- Caricaturas y retratos. Semblanzas de escritores y pensadores. Ed. de Francisco Fuster (Fórcola, 2013)
- Maneras de ser periodista. Consejos de escritura para el estudiante o el veterano redactor. Ed. de Francisco Fuster (Libros del KO, 2013)
- Crónicas de viaje. Impresiones de un corresponsal español. Ed. de Francisco Fuster (Fórcola, 2014)
- ¡Oh, justo, sutil y poderoso veneno! Los escritos de la anarquía. Ed. de Julián Lacalle (Pepitas de Calabaza, 2014)
- Galicia. Ed. de Francisco Fuster (Fórcola, 2015)
- Constantinopla. Seguido de un viaje al Perú. Ed. de José Miguel González Soriano (Renacimiento, 2015)
- Tangos, jazz-bands y cupletistas. Crónicas musicales de Caruso a Cléo de Mérode. Ed. de Pedro Ignacio López García (Fórcola, 2016)
- Crónicas parlamentarias. 1907-1909. Ed. de José Miguel González Soriano (Renacimiento, 2017)